# هنری یول
سر هنری یول(به انگلیسی: Sir Henry Yule)(زادهٔ ۱ مهٔ ۱۸۲۰- مرگ ۳۰ دسامبر ۱۸۸۹) خاورشناس اسکاتلندی بود.

## زندگی
او در اینورسک در نزدیکی ادینبرو زاده‌شد. پدرش ولیلم یول ترجمان سخنان قصار علی به انگلیسی بود. هنری یول پس از گذراندن تحصیلات در ادینبرو، ادیسکام و چتام در ۱۸۴۰ به گروه مهندسان بنگال پیوست. وی در جنگ‌های سیک و عملیات نظامی در آوا شرکت‌جست و داستان آن چه رفته بود را نیز نوشت.
یول در ۱۸۶۲ اوبا درجهٔ سرهنگی بازنشسته‌شد و وقتش را صرف خوانش تاریخ قرون وسطی و جغرافیای آسیای میانه نمود. زان پس کتاب‌هایی پیرامون چین و مارکو پولو نوشت که نشان زرین جامعه جغرافیایی پادشاهی را برایش به ارمغان آورد. از دیگر کارهای او همکاری با آرتر سی برنل در گردآوری کتابی در زمینهٔ جمله‌های محاوره‌ای انگلیسی-هندی بود. همچنین در زمینهٰ مسائل مشرق‌زمین یول از همکاران نگارش فرهنگ انگلیسی آکسفورد بود.